# 馬氏喉盤魚
寂喉盤魚（學名：Gobiesox marijeanae），為輻鰭魚綱喉盤魚目喉盤魚科的其中一種，分布於中東太平洋墨西哥聖華尼托島海域，本魚蝌蚪形，頭寬，凹陷，頭部乳突小，不發達，上唇寬，前部比兩側寬得多，後鼻孔位於眼前緣上方，前鼻孔具有中等大小的雙葉瓣，上頜各有一排不規則的尖齒，外排牙齒不規則，後排牙齒不規則，犬齒位於側面，體不被鱗，覆有粘液層，腹鰭喉位，與周圍的皮褶特化成一吸盤，背鰭鰭條17-20條、臀鰭鰭條10-12枚、胸鰭鰭條24枚、尾鰭條10-11枚，體表和體側有不規則的黑色斑點，頭部有數條細暗紋，體長可達5.4公分，屬底棲性魚類，生活習性不明。